# Helius tshinta
Helius tshinta är en tvåvingeart som beskrevs av Günther Theischinger 1994. Helius tshinta ingår i släktet Helius och familjen småharkrankar. Inga underarter finns listade i Catalogue of Life.